# Лассо, Гильермо
Гильермо Альберто Сантьяго Лассо Мендоса (исп. Guillermo Alberto Santiago Lasso Mendoza; род. 16 ноября 1955, Гуаякиль) — эквадорский бизнесмен, банкир и политик. Президент Эквадора (2021—2023). Лассо является крупнейшим держателем акций «Банка де Гуаякиль».
В мае 2023 года Национальное собрание официально начало вторую процедуру импичмента Лассо. 17 мая Лассо распустил Национальное собрание, применив конституционную меру, известную как «Muerte cruzada», что привело к всеобщим выборам 2023 года, на которых он не баллотировался, и его преемником стал Даниэль Нобоа.

## Биография
Гильермо Лассо родился 16 ноября 1955 года в Гуаякиле в семье государственного служащего. В 23 года, при поддержке старшего брата, основал собственную строительную фирму. Три семестра проучился на экономическом факультете Папского католического университета Эквадора в Кито, однако бросил учёбу. Тем не менее он все же получил диплом о высшем образовании, окончив в 1993 году факультет делового администрирования в Институте развития предпринимательства в Гуаякиле. Входил в организацию «Opus Dei».
В 1977—1989 годах работал в ряде финансовых фирм, в 1989 году занял пост исполнительного вице-президента и главного управляющего «Банка де Гуаякиль», в 1994—2012 годах был его исполнительным директором.
В 1998 году был назначен губернатором провинции Гуаяс. В 1999 году стал министром экономики и одновременно управлял Министерством финансов и Министерством энергетики страны, но на этом посту пробыл всего 37 дней. Из-за разногласий по поводу госдолга с президентом Хамилем Мауадом вынужден был подать в отставку.
Был экономическим советником Лусио Гутьерреса.

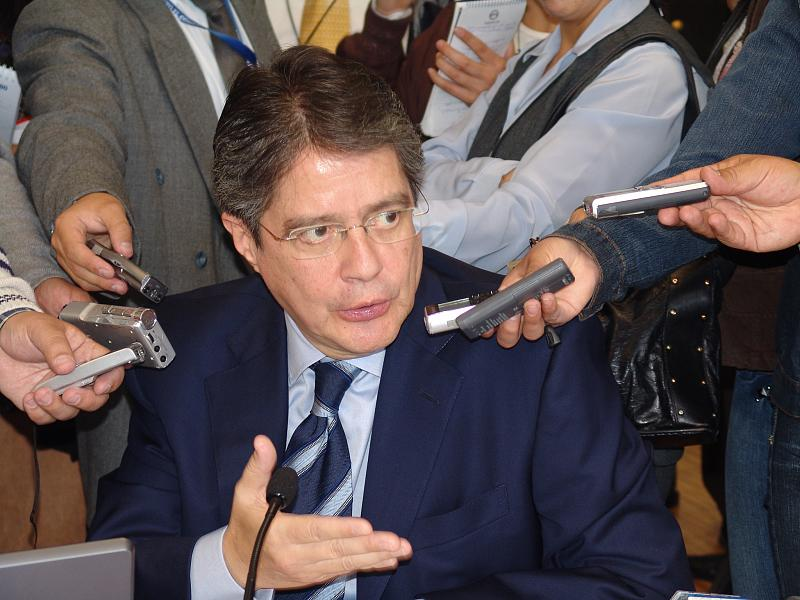
Лассо в ноябре 2008 года

В 2012 году стал одним из основателей правоцентристского «Движения КРЕО» (CREO в переводе с испанского означает «верю» и одновременно является акронимом словосочетания сreando oportunidades — «создавая возможности»).
Был кандидатом в президенты на всеобщих выборах Эквадора 2013 от CREO. Он стал вторым с результатом 22,68 % голосов, но действующий президент Рафаэль Корреа получил более чем вдвое больше — 57,17 %. Рафаэль Корреа неоднократно обвинял Лассо в том, что тот несет личную ответственность за тяжелейший банковский кризис конца 1990-х годов, за вывод миллиардов долларов в офшорные зоны.
В начале 2017 года Лассо начал свою вторую президентскую кампанию, в качестве кандидата от партии «Создавая возможности» на президентских выборах 2017 года, при этом действующий президент Корреа уже отбыл два срока, а потому не мог участвовать снова из-за конституционно установленного лимита. Темой избирательной кампания Лассо было создание 1 млн рабочих мест в Эквадоре. Вместе с Ленином Морено он прошёл во второй тур, в котором проиграл, набрав 49 % голосов.
В апреле 2021 года Лассо одержал победу во втором туре на президентских выборах.

### Президентство
11 октября 2021 года Национальная ассамблея Эквадора одобрила начало расследования в отношении Гильермо Лассо по делу «досье Пандоры» в связи с публикацией информации о наличии у него средств в офшорах. 21 октября Генеральная прокуратура Эквадора начала предварительную проверку возможных нарушений налогового законодательства со стороны президента. 7 декабря 2021 года проверка была завершена, нарушений не выявили.
17 мая 2023 года Гильермо Лассо подписал указ о роспуске Национальной ассамблеи и новых выборах после того, как законодатели начали рассмотрение вопроса об объявлении ему импичмента в связи с обвинениями в участии в коррупционной схеме в государственной компании FLOPEC, занимающейся танкерными перевозками нефти.
Незадолго до ухода с поста Лассо написал мемуары о своих 900 днях на посту президента под названием «900 дней». Вскоре после ухода с поста он был приглашён присутствовать и представлять Эквадор на инаугурации избранного президента Аргентины Хавьера Милея в декабре 2023 года.

### Рейтинги одобрения
Лассо начал своё президентство с рейтингом одобрения в 71%, согласно опросу CEDATOS в июне 2021 года. В августе 2021 года опрос журнала Foreign Policy показал, что его рейтинг одобрения составил 73%. Foreign Policy отметила, что его высокий рейтинг одобрения был в основном обусловлен реакцией его администрации на пандемию COVID-19. Тот же опрос показал, что 78% эквадорцев одобряют его способ правления. В сентябре 2021 года агентство Bloomberg News сообщило, что рейтинг одобрения Лассо составил 75%. С тех пор рейтинги упали, поскольку опрос, проведённый в мае 2022 года, показал одобрение 38,5% и неодобрение 54,6%. В июне 2022 года уровень его одобрения составлял 17%.
В 2023 году на фоне призывов к его импичменту рейтинг одобрения администрации Лассо составил 13,93%, а рейтинг неодобрения — 51,89%.

## Личная жизнь
С 1981 года состоит в браке с Марией де Лурдес Альсивар Креспо. У них пятеро детей: три сына и две дочери.